# AN/TPQ-48
AN/TPQ-48 — переносна контрбатарейна РЛС (англ. Lightweight Counter Mortar Radar (LCMR)) виробництва США. Призначена для виявлення мінометних установок супротивника. 

## Конструктивні особливості
- Одночасний супровід кількох цілей в 3D
- Багатозадачність: раннє попередження, визначення координат батарей противника, контроль повітряного простору
- Огляд на 360 градусів без рухомих частин антени
- Малопомітність
- Підвищена надійність за рахунок відсутності рухомих частин
- Підтримка IP-мереж
- Живлення від мережі змінного струму, генератора або джерела постійного струму 24 В.

## Специфікація і ТТХ
- Діапазон випромінювання антени: L
- Дальність виявлення цілей: понад 7 км
- Точність положення батареї противника: 50 м на дистанції 10 км.
- Вага: <227 кг
- Розміри: висота - 2 м (на штативі), діаметр - 1,1 м
- Тип антени: Фазована антенна решітка

## На озброєнні
- США
- Австралія
- Велика Британія
- Україна
- Китай (неліцензійна копія)